# Auf der Mark
Auf der Mark ist eine Hofschaft in Halver im Märkischen Kreis im Regierungsbezirk Arnsberg in Nordrhein-Westfalen (Deutschland).

## Lage und Beschreibung
Auf der Mark liegt südlich des Halveraner Hauptortes auf 422 Meter über Normalnull am Rande des Waldgebiets Bommert. Die Nachbarorte sind Hagebücherhöh, Im Heede, Burg und Bergfeld. Der Ort liegt westlich des Quellgebiets der Ennepe und nördlich der Landesstraße L284. Der Ort ist über eine Nebenstraße zu erreichen, die bei Hagebücherhöh von der Landesstraße L284 abzweigt und auch Im Heede anbindet.
Bei Auf der Mark befinden sich mehrere Naturdenkmäler, so das Naturdenkmal 10 Hülsensträucher und ein ausgedehntes Quarzblockfeld. Westlich befindet sich die ehemaligen Grubenfelder Einigkeit und Johann Bernhard und das Naturschutzgebiet Wilde Ennepe.

## Geschichte
Auf der Mark wurde erstmals 1552 urkundlich erwähnt, die Entstehungszeit der Siedlung wird aber im Zeitraum zwischen 1300 und 1400 in der Folge der zweiten mittelalterlichen Rodungsperiode vermutet.
1818 lebten 20 Einwohner im Ort. Laut der Ortschafts- und Entfernungs-Tabelle des Regierungs-Bezirks Arnsberg wurde der Ort als Mark bezeichnet, als Hof kategorisiert und besaß 1838 eine Einwohnerzahl von 30, davon drei katholischen und 27 evangelischen Glaubens. Der Ort gehörte zu dieser Zeit der Bergfelder Bauerschaft innerhalb der Bürgermeisterei Halver an und besaß vier Wohnhäuser, eine Fabrik bzw. Mühle und zwei landwirtschaftliche Gebäude.
Das Gemeindelexikon für die Provinz Westfalen von 1887 gibt eine Zahl von 38 Einwohnern an, die in drei Wohnhäusern lebten. Der Ort wird auch dort Mark genannt.
Östlich von Auf der Mark verlief eine Altstraße von Hagen über Breckerfeld, Halver und Rönsahl nach Siegen vorbei, ein bedeutender frühmittelalterlicher (nach anderen Ansichten bereits frühgeschichtlicher) Handels-, Pilger- und Heerweg. Eine weitere frühgeschichtliche Altstraße über Radevormwald nach Schwelm mit Verlauf über die heutige Landesstraße L284, die als Eisen- und Kohlenstraße genutzt wurde, kreuzte südlich im benachbarten Hagebücherhöh den Heerweg. Aus diesem Grund finden sich südwestlich von Auf der Mark im Waldgebiet Bommert Hohlwegbündel und den Weg sperrende Landwehren.

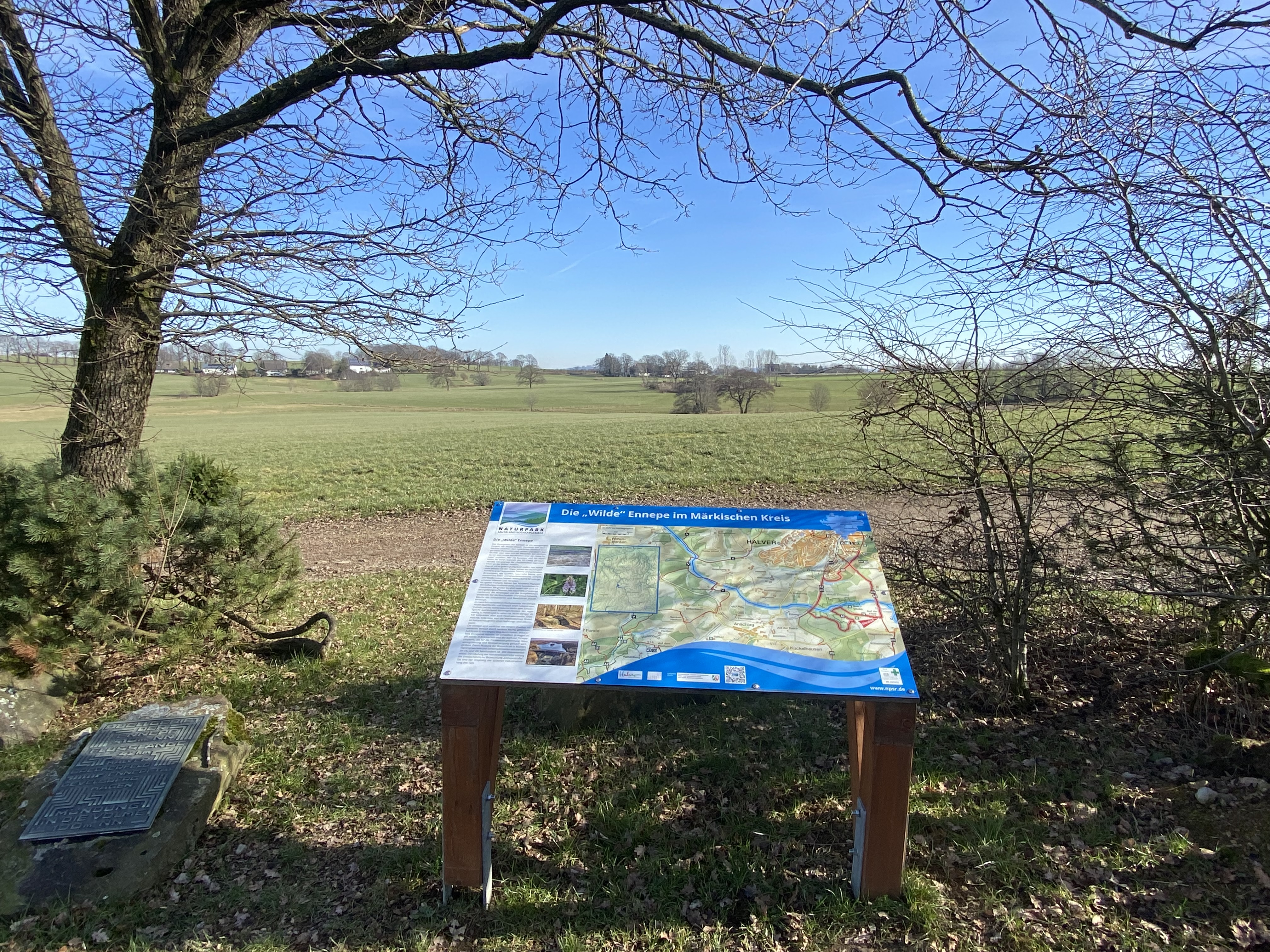
Infotafel NSG Wilde Ennepe am Rastplatz Auf der Mark
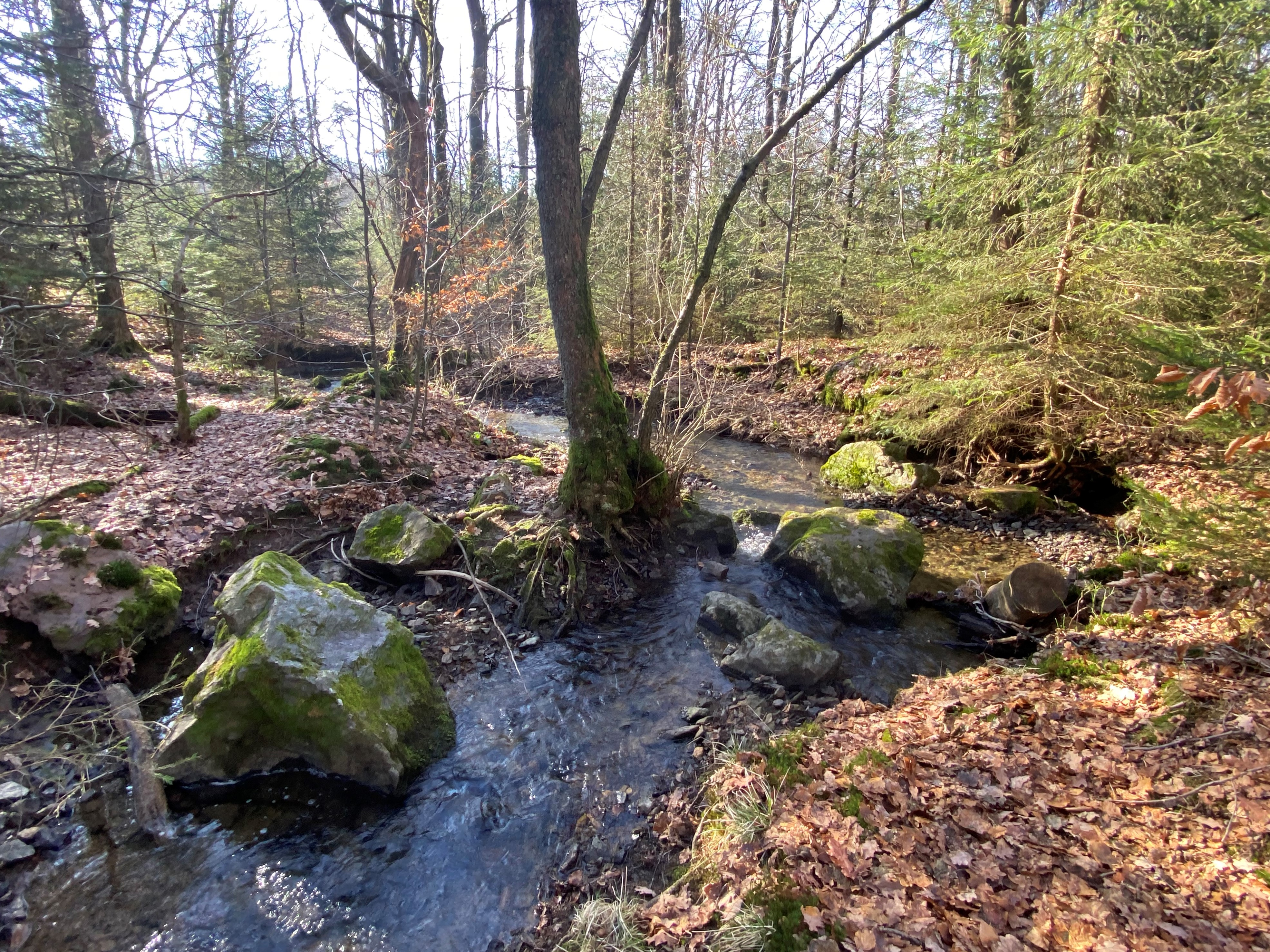
NSG Wilde Ennepe
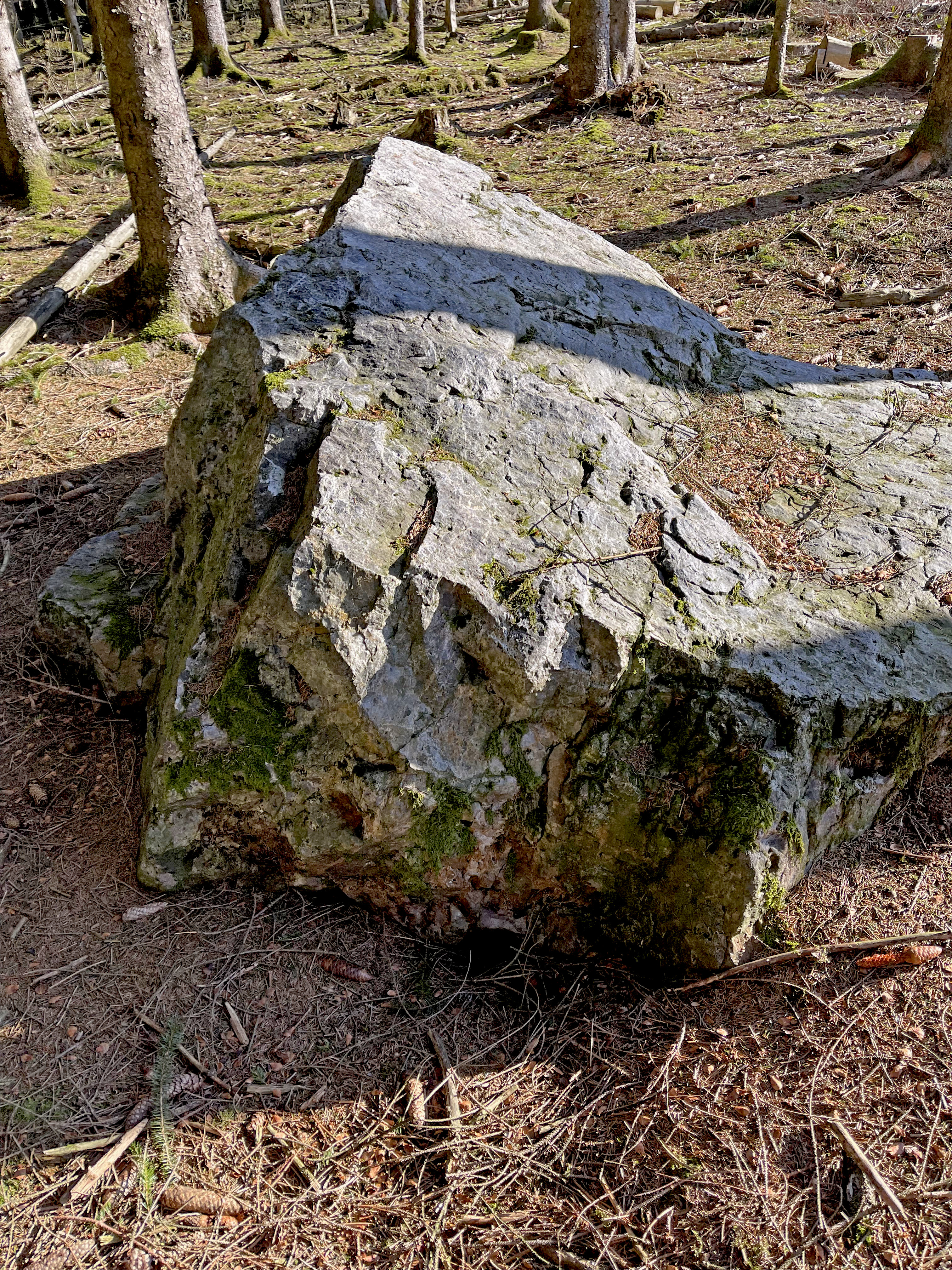
Naturdenkmal Quarzblock

## Wanderwege
Durch Auf der Mark führen die Ortsrundwanderwege A2, □ und △.